# Philip Filleul
Philip Rowland Filleul (Bath, Somerset, 15 de juliol de 1885 - Tonbridge, Kent, 29 de juliol de 1974) va ser un remer anglès que va competir a primers del segle xx.
El 1908 va prendre part en els Jocs Olímpics de Londres, on guanyà la medalla de plata en la prova del quatre sense timoner del programa de rem fent equip amb John Fenning, Gordon Thomson i Harold Barker. En la final van perdre contra la tripulació del Magdalen College de la Universitat d'Oxford.